# 甘肃银行中国洲际车队
甘肃银行中国洲际车队（UCI隊碼：GCB），是一支中国公路自行车队，在国际自行车联盟级別中属亚洲洲际车队。

## 队员名单

### 2021年
|      | 車手   | 出生日期               |
| ---- | ------ | ---------------------- |
| 中国 | 包祥虎 | 1998年10月2日（22歲）  |
| 中国 | 蔡鑫   | 1999年4月22日（21歲）  |
| 中国 | 李博   | 1997年12月28日（23歲） |
| 中国 | 南永杰 | 2001年7月8日（19歲）   |
| 中国 | 彭鑫   | 2000年3月27日（20歲）  |
| 中国 | 祁俊山 | 1996年10月9日（24歲）  |

|      | 車手   | 出生日期              |
| ---- | ------ | --------------------- |
| 中国 | 强树华 | 2000年4月29日（20歲） |
| 中国 | 宋明亮 | 1996年5月2日（24歲）  |
| 中国 | 孙玉鹏 | 1998年8月3日（22歲）  |
| 中国 | 王祯   | 1989年6月26日（31歲） |
| 中国 | 魏孔青 | 2000年5月1日（20歲）  |
| 中国 | 赵荣靖 | 1998年7月22日（22歲） |

### 2020年
|      | 車手   | 出生日期               |
| ---- | ------ | ---------------------- |
| 中国 | 蔡鑫   | 1999年4月22日（20歲）  |
| 中国 | 李博   | 1997年12月28日（22歲） |
| 中国 | 祁俊山 | 1996年10月9日（23歲）  |
| 中国 | 强树华 | 2000年4月29日（19歲）  |
| 中国 | 宋明亮 | 1996年5月2日（23歲）   |

|      | 車手   | 出生日期              |
| ---- | ------ | --------------------- |
| 中国 | 孙玉鹏 | 1998年8月3日（21歲）  |
| 中国 | 魏孔青 | 2000年5月1日（19歲）  |
| 中国 | 魏林云 | 1998年1月14日（21歲） |
| 中国 | 许对兵 | 1999年8月20日（20歲） |
| 中国 | 赵荣靖 | 1998年7月22日（21歲） |

### 2019年
|          | 車手              | 出生日期               |
| -------- | ----------------- | ---------------------- |
| 中国     | 蔡鑫              | 1999年4月22日（19歲）  |
| 哥伦比亚 | 阿尔瓦洛·杜阿特   | 1991年1月12日（27歲）  |
| 中国     | 李博              | 1997年12月28日（21歲） |
| 中国     | 李鲁豪            | 1999年8月10日（19歲）  |
| 俄罗斯   | 马特维·马米金     | 1994年10月31日（24歲） |
| 俄罗斯   | 谢尔盖·尼古拉耶夫 | 1988年2月5日（30歲）   |
| 中国     | 彭鑫              | 2000年3月27日（18歲）  |
| 中国     | 祁俊山            | 1996年10月9日（22歲）  |

|        | 車手            | 出生日期              |
| ------ | --------------- | --------------------- |
| 中国   | 强树华          | 2000年4月29日（18歲） |
| 中国   | 宋明亮          | 1996年5月2日（22歲）  |
| 中国   | 孙玉鹏          | 1998年8月3日（20歲）  |
| 俄罗斯 | 尼古拉·特鲁索夫 | 1985年7月2日（33歲）  |
| 中国   | 王祯            | 1989年6月26日（29歲） |
| 中国   | 魏孔青          | 2000年5月1日（18歲）  |
| 中国   | 魏林云          | 1998年1月14日（20歲） |
| 中国   | 郑佳伟          | 2000年1月10日（18歲） |

- 杜阿特、李鲁豪、马米金、尼古拉耶夫、彭鑫、祁俊山、宋明亮及特鲁索夫于2019年6月1日起加入。

### 2018年
|          | 車手                 | 出生日期               |
| -------- | -------------------- | ---------------------- |
| 中国     | 蔡鑫                 | 1999年4月22日（18歲）  |
| 中国     | 丁心平               | 1993年2月1日（24歲）   |
| 中国     | 李博                 | 1997年12月28日（20歲） |
| 哥伦比亚 | 伊万·马迪乌斯        | 1993年10月26日（24歲） |
| 哥伦比亚 | 奥斯卡·马睿西欧·巴崇 | 1987年4月28日（30歲）  |
| 中国     | 祁俊山               | 1996年10月9日（21歲）  |

|          | 車手            | 出生日期              |
| -------- | --------------- | --------------------- |
| 哥伦比亚 | 凯文·塞普尔韦达 | 1993年7月31日（24歲） |
| 中国     | 宋明亮          | 1996年5月2日（21歲）  |
| 中国     | 孙玉鹏          | 1998年8月3日（19歲）  |
| 委內瑞拉 | 卡洛斯·托雷斯   | 1993年1月10日（24歲） |
| 中国     | 王祯            | 1989年6月26日（28歲） |
| 中国     | 杨富贵          | 1996年3月1日（21歲）  |

### 2017年
|          | 車手          | 出生日期               |
| -------- | ------------- | ---------------------- |
| 希腊     | 乔治·宝格拉斯 | 1990年11月17日（26歲） |
| 委內瑞拉 | 吉米·布利塞诺 | 1986年4月15日（30歲）  |
| 委內瑞拉 | 罗尼尔·坎波斯 | 1993年7月27日（23歲）  |
| 中国     | 丁心平        | 1993年2月1日（23歲）   |
| 委內瑞拉 | 霍曼·弗洛里斯 | 1993年8月10日（23歲）  |
| 中国     | 李博          | 1997年12月28日（19歲） |
| 中国     | 祁俊山        | 1996年10月9日（20歲）  |

|          | 車手              | 出生日期              |
| -------- | ----------------- | --------------------- |
| 委內瑞拉 | 杰克森·罗德里格斯 | 1985年2月25日（31歲） |
| 中国     | 宋明亮            | 1996年5月2日（20歲）  |
| 中国     | 孙玉鹏            | 1998年8月3日（18歲）  |
| 中国     | 王祯              | 1989年6月26日（27歲） |
| 中国     | 杨富贵            | 1996年3月1日（20歲）  |
| 中国     | 杨增涛            | 1987年3月14日（29歲） |

- 宝格拉斯及弗洛里斯于2017年6月15日起加入。
- 布利塞诺、坎波斯及罗德里格斯于2017年6月16日起加入。

## 主要胜出赛事
2016年
环青海湖国际公路自行车赛第1赛段（米盖尔·安赫尔·鲁比亚诺）
2020年
环太原国际公路自行车赛总成绩（彭鑫）
第6赛段（彭鑫）
最佳青年车手（彭鑫）
2021年
环青海湖国际公路自行车赛
第2赛段（彭鑫）
第4赛段（彭鑫）